# Афинские убийства
«Афинские убийства», или «Пещера идей» (исп. La caverna de las ideas) — детективный роман 2000 года испанского писателя Хосе Карлоса Сомоса.
В 2002 году роман переведён и издан на английском языке, в 2005-м — на русском. За «Афинские убийства» в 2002 году Хосе Карлос Сомоса получил Золотую Даггеровскую премию (англ.).

## Сюжет
Книга написана в жанре интеллектуально-философского детектива. Сюжетных линий две. Основу сюжетной канвы составляют последовательные таинственные убийства эфебов, учеников Академии Платона в Древних Афинах. Для расследования обстоятельств убийства первого юноши ментор Академии математик Диагор обращается к Гераклесу Понтору, которого афиняне называют разгадывателем загадок, и вместе они пытаются найти преступника. Однако всякий раз, когда кажется, что все факты представляют полную картину событий, происходит новое убийство.
Значительное внимание автора уделяется деталям быта древних афинян, планировке города, а также описанию его районов, функционированию властных органов и обрядов афинских торжеств — дионисий, зимнего праздника, посвященного Дионису. Наконец, сам культ Диониса и священные мистерии, посвящаемые покровителю виноградарства и веселья, оказываются повинными в смерти юношей и многих крестьян Аттики, чьи смерти никогда ранее не расследовались.
Вторая, побочная сюжетная линия — история переводчика, который работает с описанием упомянутых событий под названием «Пещера идей» анонимного древнегреческого автора. Само название Пещера идей на первых же страницах романа намекает на связь с Платоновской аллегорией пещеры. В дальнейшем герои романа часто толкуют взгляды платоников, а современный нам герой-переводчик превратится в персонажа книги, который доказывает 5 платоновских ступеней познания.
Важным для построения сюжета является вымышленный литературный приём, так называемый эйдезис — нарочитое повторение определенных слов, которые позволяют скрыть анонимному автору в Пещере идей разнообразные символы, в частности 12 подвигов Геракла.